# Sant Andreu de Ramió
Sant Andreu de Ramió és una obra de Ramió, actualment al municipi de Fogars de la Selva (Selva), inclosa en l'Inventari del Patrimoni Arquitectònic de Catalunya. Es tracta d'una església originàriament d'estil romànic del segle xii. Els primers escrits trobats daten de l'any 1246 com Sancti Andree de Rimay, en la Butlla del papa Innocenci IV.

## Descripció
L'Església parroquial de Sant Andreu de Ramió s'aixeca a l'aiguabarreig de les rieres de Ramió i de Can Massó, en un solar molt nítid i regular.
L'Església està constituïda per un cúmul d'elements que la converteixen en un conjunt patrimonial molt important i atractiu. Entre aquests elements cal destacar-ne especialment tres:
En primer lloc, tenim l'edifici de l'església pròpiament. Aquest es caracteritza per ser un edifici petit i recollit d'una sola nau, de planta rectangular, amb capelles laterals i amb absis llis i en part ocult per una construcció posterior.
En la façana principal trobem concentrada i aplegada la poca riquesa compositiva que s'ha desplegat en la resolució dels espais exteriors. Així trobem un gran portal d'arc de mig punt rebaixat, equipat amb unes dovelles de grans dimensions ben escairades i treballades, que tenen com a matèria primera el granit. Ubicat simètricament sobre el portal trobem un petit òcul de planta el·líptica, cobert amb un enreixat de ferro forjat. Tanca la façana en la part superior un ràfec format per quatre fileres: la primera de rajola plana, la segona de rajola en punta de diamant, la tercera de rajola plana i la quarta de teula. És important remarcar que aquest ràfec no queda estancat tan sols en la façana, sinó tot el contrari, ja que és un ràfec corregut que es prolonga per tot el perímetre de la construcció.
Remata finalment la façana principal un campanar adossat al costat esquerre. Es tracta d'un campanar de planta quadrada, cobert amb una teulada piramidal complementada amb merlets i estructurat en tres trams, l'últim dels quals presenta una petita obertura d'arc de mig punt en cada un dels respectius costats.
Remarcar la presència de dos elements interessants ubicats davant del portal: per una banda dues làpides que pertanyen a les tombes de dos rectors que va tenir l'Església en el segle xix. Mentre que per l'altra, un petit pedestal antigament ocupat per una escultura avui desapareguda, en el qual es pot llegir la següent inscripció incisa: "C O N L A P A Z T O D O F L O R E C E 1 9 D E A B R I L D E 1 8 7 3 A N T O N I O R Y"
L'Església parroquial de Sant Andreu de Ramió és d'origen romànic, però ha estat molt modificada posteriorment. I és que amb el pas successiu del temps en l'església s'han practicat múltiples intervencions, les quals han afectat decisivament i paral·lelament han influït en la fesomia que l'església presenta avui en dia. Aquesta teoria és perfectament coherent si tenim en compte una sèrie d'arguments com ara: des de la morfologia de la nau la qual és bastant irregular i híbrida, ja que no presenta un cos homogeni sinó tot el contrari, està de cantó; passant per l'absis el qual és llis i no semicircular com és costum en la majoria d'esglésies i fins a arribar a la capçalera la qual dona la sensació d'estar mutilada i esgarrada.
Pel que fa a la resolució dels espais exteriors cal dir que s'ha optat per una solució uniforme, ja que els murs de les respectives façanes estan totalment arrebossats i pintats de blanc.
Quant a l'estat de conservació de l'Església, cal dir que no és dolent però tampoc és extremadament bo. I és que és una petita intervenció en matèria de manteniment i millora d'algunes parts puntuals aniria molt bé, per tal de preservar la seva integritat física. Una d'aquestes parts seria la teulada, la qual es troba en bastant mal estat.
Comparant fotografies antigues, com ara la de la fitxa del Servei de Patrimoni núm. 26.732, amb actuals ens adonem que tot hi haver passat 23 anys l'edifici segueix absolutament igual sense haver experimentat canvis dràstics ni significatius.
El segon element important el trobem en la part posterior de l'Església com és la Rectoria.
Completa el conjunt un petit cementiri ubicat en la part frontal de l'Església a uns escassos 75 metres. Es tracta d'un cementiri de planta rectangular, tancat amb un mur perimetral que el delimita el qual conté un nombre reduït de tombes. Destaca especialment la petita capella coberta amb una teulada a dues aigües de vessants a laterals, la qual no aglutina cap tret ornamental interessant. Els espais interiors d'aquesta capella estan molt arrasats, com així ho demostra la petita fornícula que hi ha en el fons, la qual està molt erosionada i degradada i paral·lelament mancada de l'estatueta del Sant que la presidia.
L'església parroquial de Ramió està situada al començament del Pla de Ramió i molt a prop del conflent de les aigües del torrent de Can Masó amb les de la riera de Ramió. L'església està dedicada a Sant Andreu, patró del poble de Ramió i celebra la festa major en honor del sant el dia trenta de novembre. La festa petita era cada primer diumenge de juny, diada del Roser.
L'edifici és d'estructura senzilla, compost d'una nau central amb una capella a cada costat, amb unes petites finestretes que la deixen quasi a les fosques. Una escala puja al cor i una altra arriba fins al campanar. Un portal dona a la sagristia annexa. Està coberta per una teulada a dos vents, abaixada, de teules rovellades pel sol i les pluges i en estat precari. En sobresurt el campanar, acabat amb punxa, que abans de la guerra tenia dues campanes grosses que es feien sentir per tot el poble. Davant, a poca distància, s'hi troba el cementiri parroquial, ara ben conservat però sense servitud. A prop d'aquest, s'hi conserva el sòcol que contenia la Creu del Padró.

## Origen del topònim Ramió
Segons el lingüista Joan Coromines, el nom del lloc de Sant Andreu de Ramió surt esmentat ja l'any 993, escrit Rivominione, nom traduït per riuet rogenc i aleshores aplicat a la riera de sant Ponç. Les aigües d'aquesta riera encara ara deixen un pòsit rogenc en el seu sòl. Més tard, però, per una confusió administrativa dels monjos de Roca-Rossa amb altres poders eclesiàstics, va passar a ser el nom de l'església i del poble de Ramió. Avui dia l'església, sense culte, es troba integrada dins la casa de colònies de Ramió, però continua essent propietat de bisbat de Girona.
Segons Joan Coromines, el nom popular segueix essent fins avui Ramió, mentre que la forma Reminyó o Raminyó ha predominat en els escrits, sobretot eclesiàstics. És notable de remarcar com l'ús popular ha romàs fidel a la forma més antiga i l'etimologia més neta.

## Història
El nom de Falgars apareix citat en un document de l'any 922 relacionat amb l'església parroquial de Sant Cypriani et Santa Justa in villa Falgars.
L'any 974 el municipi es troba sota la tutela del papa Benet VI a través de Hildesind, abat de Sant Pere de Rodes. Posteriorment un precepte dictat per Lotari reafirma el 982 aquest lligam.
Més endavant el terme passà a dependre dels vescomtes de Girona, després vescomtes de Cabrera.
Amb la divisió provincial del 1833 el municipi entrà dins la província de Barcelona, sent l'únic de La Selva que pertany a aquesta demarcació.
Fogars compta amb un agregat anomenat Ramió, situat a uns 6 km del nucli de la vila. En documents antics és anomenat Rimau, Rimayono i Rimanyó.
La primera notícia de l'església és una butlla papal de Lluci III del 1185 on consta que el monestir de Breda tenia importants alous a la parròquia de Ramió. També apareix anomenada en la butlla del 1246 atorgada pel papa Inocenci IV a favor del mateix monestir i en el Llibre Verd del capítol de Girona el 1362 on se l'anomena "Ecclesia Parrochialis Sancti Andree de Rimanyono".
Formà part dels dominis del castell de Montsoriu i el segle xiii fou integrada a la batllia de n'Orri del vescomtat de Cabrera.